# مابيلاري
مابيلاري هي خدمة مشاركة جماعية في إنشاء خرائط مصورة، طورت بواسطة شركة مابيلاري أي بي ذات العمالة الموزعة، مقرها في مالمو، السويد. أُطلقت مابيلاري في 2013 واستحوذت عليها الفيسبوك في 2020.

## وصلات خارجية
- الموقع الرسمي
- Mapillary Blog
- Mapillary presention video on Youtube
- Mapillary for Android
- Mapillary for iOS
- Mapillary for WindowsPhone
- Mapillary on OSM wiki